# Henry Marten (académico)
Sir Clarence Henry Kennett Marten KCVO (28 de outubro de 1872 - 11 de dezembro de 1948) foi o reitor de Eton e o tutor privado da rainha Elizabeth II.

## Carreira
Em 1938, Marten começou a instruir a princesa Elizabeth (mais tarde rainha Elizabeth II) na história constitucional. Ele foi nomeado Cavaleiro Comandante da Real Ordem Vitoriana nas Honras do Ano Novo de 1945,  e recebeu o elogio do Rei George VI em 4 de março de 1945, nos degraus da Capela do Eton College.
Ele morreu solteiro na Loja do Reitor em Eton, onde a Biblioteca Marten leva seu nome. A biblioteca contém sua coleção de livros, que ele legou a Eton em sua morte.